# Salvia amissa
Salvia amissa är en kransblommig växtart som beskrevs av Carl Clawson Epling. Salvia amissa ingår i släktet salvior, och familjen kransblommiga växter. Inga underarter finns listade i Catalogue of Life.